# Линдбург, Ида
И́да Линдбу́рг (швед. Ida Lindborg; 13 июня 1994) — шведская пловчиха, участница Олимпийских игр 2016 года.

## Карьера
На Олимпийских играх 2016 года в составе сборной Швеции участвовала в предварительном заплыве эстафеты 4×100 метров вольным стилем.
Участница чемпионата мира 2017 года.